# Gianluca Buonanno

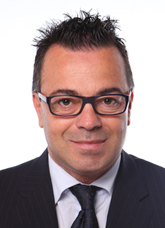
Gianluca Buonanno (2013)

Gianluca Buonanno (* 15. Mai 1966 in Borgosesia; † 5. Juni 2016 in Gorla Maggiore) war ein italienischer Politiker der Lega Nord.

## Leben
Buonanno war seit 2014 Abgeordneter im Europäischen Parlament. Dort war er Mitglied im Ausschuss für Industrie, Forschung und Energie und in der Delegation der Paritätischen Parlamentarischen Versammlung AKP-EU.
2015 verhängte das Europäische Parlament eine Geldstrafe von 3060 Euro und einen Ausschluss für zehn Tage gegen Buonanno. Dieser hatte bei einer Parlamentssitzung ein weißes T-Shirt mit dem Konterfei Angela Merkels und einem Hitlerbart getragen. Ein weiteres Mal zeigte er den Hitlergruß in der Anwesenheit Merkels.
Buonanno war Bürgermeister seiner Heimatstadt Borgosesia und Vater von zwei Kindern. Er starb im Juni 2016 im Alter von 50 Jahren bei einem Verkehrsunfall auf der Autostrada A36 in Gorla Maggiore, Provinz Varese.